# IFPI香港唱片銷量大獎頒獎禮2006
IFPI香港唱片銷量大獎頒獎禮2006是由國際唱片業協會(香港會)（IFPI）舉辦之一香港唱片頒獎典禮，由核數師計算香港地區2006年的唱片銷量，後頒發獎項予最高銷量的唱片。

## 得獎名單[1]

### 十大銷量本地歌手
- 李克勤
- 容祖兒
- 陳奕迅
- 古巨基
- 側　田
- 草　蜢
- Twins
- 陳慧琳
- 何韻詩
- 薛凱琪

### 十大銷量廣東唱片
- 《Get a life演唱會》 ——陳奕迅
- 《李克勤演奏廳》 ——李克勤
- 《李克勤演奏廳II》 ——李克勤
- 《得心應手演唱會2006》 ——李克勤
- 《Reflection of Joey's Live Concert》 ——容祖兒
- 《Ultimate Sammi》 ——鄭秀文
- 《我生》 ——古巨基
- 《One Good Show 演唱會》 ——側　田
- 《莫拉维亞交響樂團音樂會》 ——容祖兒、姚　珏
- 《我們的草蜢 演唱會》 ——草　蜢

### 十大銷量國語唱片
- 《依然范特西》 ——周杰倫
- 《霍元甲》 ——周杰倫
- 《太美麗》 ——陶　喆
- 《183 Club》 ——183club
- 《蓋世英雄 Live Concert 演唱會影音全記錄》 ——王力宏
- 《蓋世英雄》 ——王力宏
- 《飛躍紅磡 孫燕姿2005香港演唱會》 ——孫燕姿
- 《遇上愛》 ——楊丞琳
- 《舞孃》 ——蔡依林
- 《八十塊環遊世界》 ——Twins

### 最高銷量廣東唱片
- 《Get a life concert》 ——陳奕迅

### 最高銷量國語唱片
- 《依然范特西》 ——周杰倫

### 最暢銷本地女新人
- 泳兒
- 胡林
- 吳雨霏

### 最暢銷本地男新人
- 王浩信
- 關楚耀

### 最暢銷本地新人組合
- 農　夫
- Sun Boy'z
- Zarahn

### 全年最高銷量本地男歌手
- 李克勤

### 全年最高銷量本地女歌手
- 容祖兒